# Fédération Cheer Up !
 (août 2016).
Cheer Up ! est une fédération d'associations étudiantes créée en 2003 qui a pour but d'aider les jeunes adultes et les adolescents atteints de cancer à réaliser leurs projets personnels, en les accompagnant au quotidien.
L’objet de la fédération est de développer, animer, promouvoir et soutenir un réseau d’associations labellisées « Cheer Up ! », mobilisant de jeunes étudiants bénévoles dans l’accompagnement des projets de jeunes adultes et d'adolescents atteints de cancer.

## Histoire
En 2002, Pierre Janicot apprend sa maladie. Entouré et soutenu par ses amis et sa famille, il se rend compte de l'importance d'avoir un projet lorsque l'on est jeune et qu'on est atteint d'un cancer[non neutre]. Il remarque également que le milieu associatif et médical propose peu de solutions pour les jeunes.
En septembre 2003, Pierre Janicot et Marc Sudreau créent les deux premières associations locales Cheer Up ! à Cergy-Pontoise (Essec) et à Lille (Edhec). En décembre de la même année, ils créent la Fédération Cheer Up ! La mission de Cheer Up ! est de permettre à un jeune qui fait face au cancer de se reconstruire et de se projeter au-delà de la maladie.
En 2021, Cheer Up ! est une fédération nationale d'associations locales qui compte 21 antennes sur des campus en France,.
Les activités sont réalisées par des bénévoles. Depuis 2003, plus de 2000 bénévoles ont été actifs à l'hôpital[réf. souhaitée] et en dehors. Les bénévoles sont formés par un parcours de formation agréé par le ministère de l'éducation nationale.

## Domaines d'intervention
L'association s'est donné pour mission de développer et soutenir une communauté d'étudiants bénévoles.
Leur action principale a lieu directement dans les hôpitaux où les bénévoles rencontrent, chaque semaine, des adolescents et des jeunes adultes en phase de traitement de leur cancer. Au-delà du temps d'échange passé avec eux, les bénévoles les aident également à réaliser des projets qui leur tiennent à cœur, dans le but de les sortir du cadre de la maladie et des soins. Ces projets peuvent être réalisés aussi bien pendant les traitements que pendant leur phase de rémission.
En parallèle de leur action à l'hôpital, les bénévoles de Cheer Up agissent également sur les campus et dans les villes par des événements de sensibilisation et de levée de fonds. Parmi ces manifestations, on compte par exemple les Courses Contre le Cancer (CCC), la participation aux campagnes de Septembre en Or, Movember et Octobre Rose, des collectes de cheveux sous le nom de Short Hair Don't Care, ainsi que des événements spécifiques à chaque antenne.

## Lieux d'intervention
En 2021, la Fédération Cheer Up est composée de 21 associations locales.

## Identité visuelle

Logo entre 2004 et 2014.
Logo entre 2014 et 2021
Logo depuis 2021